# Les Éboulements
Les Éboulements es un municipio canadiense situado en la provincia de Quebec.

## Superficie
Les Éboulements tiene una superficie de 156,19 km².

## Demografía
En 2021, tenía 1465 habitantes, una densidad poblacional de 9,4 hab./km², y 925 viviendas.